# Marius Bistritzky
Marius Bistritzky (* 1991 in Hamburg) ist ein deutscher Schauspieler.

## Leben
Marius Bistritzky spielte bereits vor seinem Schauspielstudium in den Jahren 2010/2011 kleine Rollen in der Romeo und Julia-Inszenierung von Klaus Schumacher und in König Lear (Regie: George Schmiedleitner) am Schauspielhaus Hamburg.
Von 2012 bis 2016 studierte Bistritzky dann Schauspiel an der Hochschule für Musik und Theater Hamburg. Während seiner Ausbildung wirkte er in mehreren Studienaufführungen und Studienprojekten der Theaterakademie Hamburg mit. Während des Studiums gastierte er außerdem von 2014 bis 2016 am Jungen Schauspielhaus Hamburg. Dort übernahm er die Hauptrolle des Erzählers in Krieg – Stell dir vor, er wäre hier von Janne Teller (Regie: Anne Bader). 2015 trat er am Thalia Theater Gaußstraße in Das Tierreich von Nolte Decar (Regie: Christina Rast) auf. 2015 übernahm er am Jungen Schauspielhaus Hamburg die Rollen des Zauberkönigs und des Havlitschek in einer Inszenierung des Horvath-Stücks Geschichten aus dem Wienerwald (Regie: Henri Hüster). Außerdem hatte er Theaterengagements beim Hamburger Sprechwerk und auf Kampnagel (2014; als Mathematiklehrer und Matrose in Peer Gynt, Regie: Johannes Ender).  
Seit der Spielzeit 2016/17 ist Bistritzky festes Ensemblemitglied am Staatstheater Kassel. Sein Debüt gab er dort im September 2016 in Götterspeise von Noah Haidle (Regie: Thomas Bockelmann). In Anna Bergmanns Inszenierung von Frühstück bei Tiffany in einer Bühnenfassung von Richard Greenberg (Premiere: Dezember 2016) übernahm Bistritzy die Rolle des Katers („The Cat“).
Ab Beginn der Spielzeit 2017/18 verkörperte er beim Jungen Staatstheater Kassel den Werther in einer Bühnenfassung des Goethe-Romans. In der Spielzeit 2017/18 spielte er am Staatstheater Kassel den verliebten Lysander in der Sommernachtstraum-Inszenierung von Regisseurin Laura Linnenbaum (Premiere: März 2018).; diese Rolle übernahm er auch in der Wiederaufnahme der Produktion in der Spielzeit 2018/19. In der Spielzeit 2017/18 war er außerdem der jüngere Sohn Edmund Tyrone in einer Neuinszenierung des Theaterstücks Eines langen Tages Reise in die Nacht (Premiere: Mai 2018, Regie: Markus Dietz).
In der Spielzeit 2018/19 verkörperte er den Romeo in einer Neuinszenierung des Shakespeare-Klassikers Romeo und Julia, bei der Johanna Wehner Regie führte. Außerdem stand er ab Mai 2019 als Schweizerkas im Brecht-Stück Mutter Courage und ihre Kinder (Regie: Laura Linnenbaum) auf der Bühne. In der Spielzeit 2020/21 war er der männliche Titelheld in einer Neuinszenierung von Kasimir und Karoline. In der Spielzeit 2021/22 übernahm er die Rolle des Lopachin in einer Neuinszenierung des Theaterstücks Der Kirschgarten von Anton Tschechow.
Am Staatstheater Kassel arbeitete Bistritzky auch unter der Regie von Thomas Jonigk, Janis Knorr, Christian Weise, Jan-Christoph Gockel, Josua Rösing und Tom Kühnel. 
2024 gewann er den vom KULTURpunkt e.V. mit Unterstützung der Städtischen Werke AG Kassel verliehenen „KULTURpunkt-Preis 2024“, den Publikumspreis des Staatstheaters Kassel, in der Sparte Schauspiel.
Bistritzy hatte auch Fernsehrollen. In der ZDF-Fernsehreihe Kreuzfahrt ins Glück  spielte er in dem Film Hochzeitsreise nach Apulien (Erstausstrahlung: Dezember 2016) eine Nebenrolle. Er war Paul, der Sohn der Braut Gloria Sennack (Angela Roy), der unerwartet an Bord des Traumschiffs auftaucht. Im Januar 2017 war er in der ZDF-Serie Notruf Hafenkante in einer Episodenhauptrolle als Kilian Borsdorf zu sehen; er spielte den Sohn eines Hamburger „Kaffeekönigs“ (Christoph Grunert), der in die Geliebte seines Vaters verliebt ist. In der 5. Staffel der ARD-Vorabendserie Morden im Norden (2018) hatte er eine Nebenrolle als Krankenpfleger Jan. In der Krankenhausserie In aller Freundschaft – Die Krankenschwestern (2018) spielte Bistritzky eine der Episodenhauptrollen, den besten Freund und Trauzeugen eines angehenden Bräutigams, der heimlich in die Braut verliebt ist. In der 5. Staffel der der TV-Serie In aller Freundschaft – Die jungen Ärzte (2020) übernahm er eine Episodenrolle als Freund einer Patientin, die unter Berührungsängsten leidet. In der 15. Staffel der ZDF-Serie SOKO Stuttgart (2024) war er in der Retro-Folge 1988 als Schreiner Georg Wald, dessen Verlobte verschwunden ist, zu sehen.
Bistritzky lebt in Kassel und Hamburg.

## Filmografie (Auswahl)
- 2015: Täterätää! – Die Kirche bleibt im Dorf 2 (Kinofilm)
- 2016: Apropos Glück (Fernsehfilm)
- 2016: Kreuzfahrt ins Glück: Hochzeitsreise nach Apulien (Fernsehreihe)
- 2017: Notruf Hafenkante (Fernsehserie; Folge: Der Kaffeekönig)
- 2018: Morden im Norden (Fernsehserie; Folge: Heilende Hände)
- 2018: Solo für Weiss – Es ist nicht vorbei (Fernsehreihe)
- 2018: In aller Freundschaft – Die Krankenschwestern (Fernsehserie, Folge: Verbotene Küsse)
- 2020: In aller Freundschaft – Die jungen Ärzte (Fernsehserie, Folge: Mut fassen)
- 2024: SOKO Stuttgart (Fernsehserie, Folge: 1988)